# Latarnia morska St Anns Head
Latarnia morska St Anns Head – latarnia morska na półwyspie St. Ann's Head. Położona jest na południe od wioski Dale w hrabstwie Pembrokeshire, Walia. Latarnia jest wpisana na listę zabytków Royal Commission on the Ancient and Historical Monuments of Wales pod numerem 34247. Latarnia jest położona około 5 mil na wschód od latarnia morskiej Skokholm.
Latarnia wskazuje wejście do wąskiej zatoki zatoki Milford Haven stanowiącej przedłużenie ujścia rzeki Cleddau. Na jej południowym brzegu położony jest port Pembroke, a na północnym Milford Haven. Pierwsza latarnia została zbudowana przez Trinity House w drugiej połowie XVII wieku. Jednak jej funkcjonowanie trwało krótko. Dopiero w 1712 roku zapadła decyzja o budowie latarni morskiej. Patent został przyznany właścicielowi gruntu Josephowi Allenowi. Zobowiązał się on zbudowania dwóch latarni, tylnej i przedniej, oraz ich eksploatacji przez okres 99 lat za czynsz 10 funtów rocznie. Właściciel uzyskał prawo do pobierania opłaty w wysokości jednego pensa za tonę ładunku od brytyjskich statków oraz dwóch pensów od zagranicznych. Latarnie rozpoczęły pracę w czerwcu 1719 roku. 
W 1841 roku ze względu na zagrożenie obsunięcia klifu, na którym stała, przednia latarnia została przebudowana i odsunięta od brzegu. W 1910 roku tylna latarnia została zamknięta, a przednia zmodernizowana.
Stacja została zelektryfikowana w 1958, a zautomatyzowana w 1998 roku, obecnie jest sterowana z Trinity House Operations Control Centrew Harwich. W 2014 roku ciąg pięciu jednopiętrowych domów, które służyły za mieszkania latarników oraz personelu latanii został wystawiony na sprzedaż na milion funtów.